# Battaglia di Göllheim
La battaglia di Göllheim fu combattuta il 2 luglio 1298 tra le forze del duca Alberto I d'Asburgo e il re Adolfo di Nassau, a seguito della deposizione di Adolfo, seguita dalla proclamazione Alberto come nuovo re. Adolfo morì durante la battaglia.

## Artefatti
Dopo la morte di Rodolfo I a Germersheim il 15 luglio 1291, suo figlio Alberto I sarebbe stato il successore più adatto al trono del Sacro Romano Impero. Tuttavia la personalità poco dignitosa di Alberto (denominato "Alberto il Guercio" in quanto perse l'occhio in battaglia) e il suo cattivo atteggiamento costernarono i principi che lo avevano eletto. Per lo più però essi temevano la forza di Alberto una volta sul trono, il quale controllava una delle più forti basi di potere interno dell'impero, il ducato d'Austria. Alla dieta imperiale vicino a Francoforte l'anno successivo, decisero di eleggere Adolfo di Nassau-Weilburg, un uomo con pochissimo potere. Sebbene Alberto riconoscesse pubblicamente l'elezione di Adolfo, fu spinto da una rabbia implacabile e complottò contro di lui. Una volta re, Adolfo di Nassau-Weilburg era determinato a forgiare la propria base di potere e tentò di impadronirsi della Turingia e di Meißen dai Wettin. Poiché aveva ripetutamente abusato della sua prerogativa reale, Adolfo fu dichiarato bandito senza processo. Adolfo, tuttavia, difendendo i suoi diritti reali, scese a combattere Alberto.
Alberto aveva già risposto la richiesta dell'arcivescovo di Magonza di spostarsi sul Reno e ingaggiare un combattimento con Adolfo, che però si opponeva alle truppe di Alberto con un proprio forte esercito. Prima della battaglia decisiva, nei pressi di Ulma e Breisach, Alberto evitò le truppe di Adolfo, che intendevano impedirgli di marciare verso ovest. Alberto poi avanzò a nord attraverso la valle dell'Alto Reno verso Magonza. L'esercito di Alberto comprendeva contingenti provenienti dai territori asburgici, Ungheria, Svizzera e quelli di Enrico II, principe-vescovo di Costanza, convocati nella città fortificata di Alzey e si impadronì del castello. Alberto ricevette la notizia della deposizione di Adolfo il 23 giugno 1298.
Adolfo si avvicinò dalla città imperiale di Worms, per soccorrere il castello di Alzey. Le sue forze erano costituite da contingenti del Taunus, la regione natale di Adolfo, della Contea palatina del Reno, della Franconia, della Bassa Baviera, dell'Alsazia e di San Gallo.

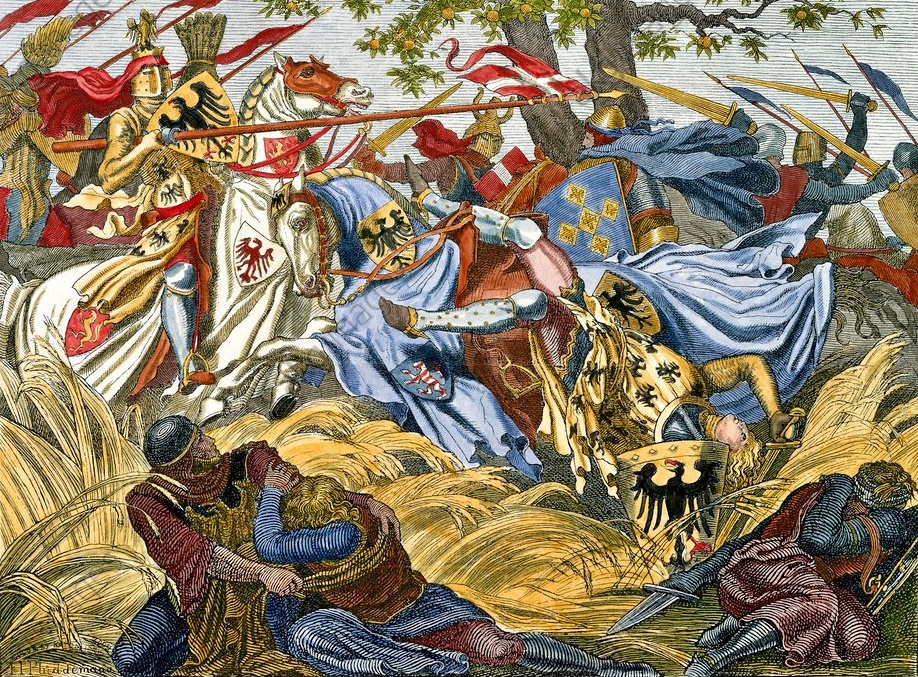
Morte del re Adolfo di Nassau nella battaglia di Göllheim

## La battaglia

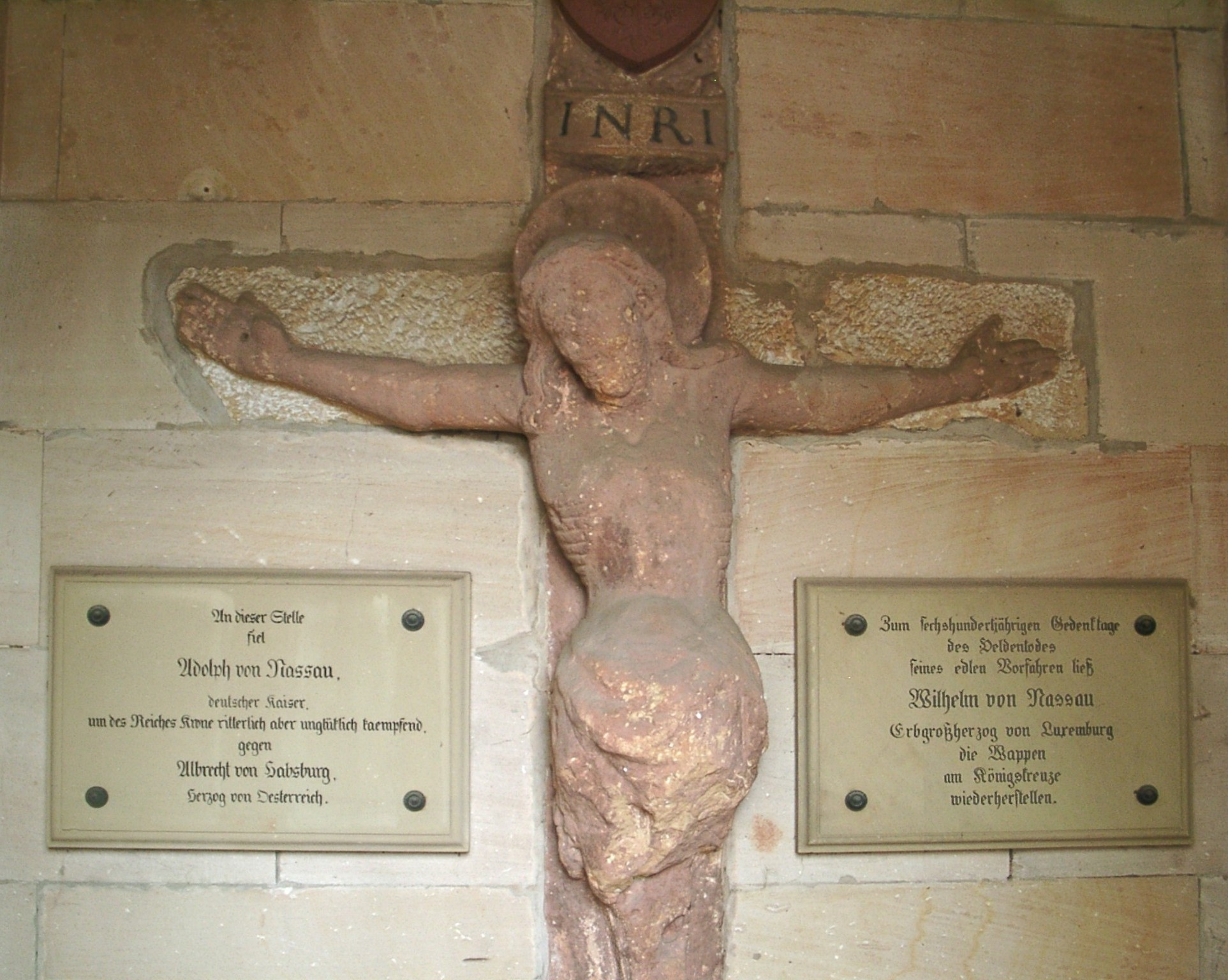
La Croce del Re sul campo di battaglia

Alberto inizialmente cercò di evitare lo scontro, ma poi il 2 luglio 1298 dispiegò le sue truppe in una posizione strategicamente favorevole sull'Hasenbühl, una collina vicino a Göllheim: la località si trovava si trova a 20 km sud di Alzey tra Kaiserslautern e Worms, vicino al massiccio del Donnersberg.
Johannes von Geissel descrive il corso esatto della battaglia nella sua monografia del 1835, intitolata La battaglia di Hasenbühl e la Croce del Re a Göllheim. La battaglia si costituì in tre scontri e durò dalla mattina fino al primo pomeriggio. La battaglia ebbe l'esito incerto per molte ore e, anche dopo la morte di Adolfo, non si concluse immediatamente. Il terzo scontro si rilevò decisivo. Adolfo, che sembra scese personalmente in battaglia, venne forse ucciso da Giorgio, membro della dinastia dei Raugravi. Con la sua morte, gran parte dell'esercito di Adolfo si dissolse e fuggì, altri continuarono a combattere finché non vennero a conoscenza della morte di Adolfo. Secondo la monografia di Geissel, 3000 cavalli da battaglia morirono dalla parte dei perdenti, mentre i vincitori non se la cavarono molto meglio.
Il risultato della battaglia era generalmente considerato come un giudizio divino. Tuttavia, Alberto insistette per un'elezione formale, allo scopo di rafforzare le sue pretese sul trono, che ebbe luogo a Francoforte il 27 luglio 1298. Con il ritorno della regalità agli Asburgo, i conflitti tra i principi e il re continuarono.
La vedova di Adolfo, Imagina di Isenburg-Limburg, vide la bara del marito trasferita dall'abbazia di Rosenthal alla cattedrale di Spira dall'imperatore Enrico VII nel 1309. Lì fu sepolto insieme al suo rivale Alberto, che era stato assassinato nel 1308 dal suo stesso nipote Giovanni. Imagina fece erigere una croce commemorativa sul campo di battaglia vicino a Göllheim, progettata nel primo stile gotico. Nel XIX secolo fu costruita intorno ad essa una cappella, che è stata conservata fino ad oggi.